# 月見町 (名古屋市)
月見町（つきみちょう）は、愛知県名古屋市中区の地名。

## 地理
東は南武平町4丁目・同5丁目、南は東陽町1丁目、北は南久屋町3丁目に接していた。

### 学区
- 中学校 - 名古屋市立前津中学校
- 小学校 - 名古屋市立栄小学校[5][6]

### 人口
国勢調査による人口の推移
| 1950年（昭和25年） | 243人 |  |
| 1955年（昭和30年） | 214人 |  |
| 1960年（昭和35年） | 213人 |  |
| 1965年（昭和40年） | 230人 |  |

## 歴史

### 地名の由来
かつて当地の東側に田があり、月見の名所であったことによるという。

### 沿革
- 明治5年 - 廿七番町・廿八番町を設置[1]。
- 1878年（明治11年）12月20日 - 廿七番町・廿八番町の両町を併せ、名古屋区月見町として成立[8]。ただし、『なごやの町名』は、同月28日成立とする[1]。
- 1889年（明治22年）10月1日 - 名古屋市成立に伴い、同市月見町となる[1]。
- 1908年（明治41年）4月1日 - 中区成立に伴い、同区月見町となる[1]。
- 1944年（昭和19年）2月11日 - 栄区成立に伴い、同区月見町となる[1]。
- 1945年（昭和20年）11月3日 - 栄区廃止に伴い、中区月見町となる[1]。
- 1969年（昭和44年）10月21日 - 全域が栄五丁目に吸収され、消滅[1]。